# نانچانگ کیو-۵
نانچانگ کیو-۲۵ (به چینی: 强-5) (نامگذاری ناتو فنتان-Fantan) نام جنگنده چینی است که بر اساس میگ-۱۹ طراحی شده است. کار اصلی این جنگنده پشتیبانی نزدیک هوایی است.

## طراحی
طراحی هواپیمای تهاجمی کیو-۵ در ماه اوت ۱۹۵۸ برای اجرای ماموریت‌های تهاجمی آغاز شد؛ ولی در ۱۹۶۱ برنامه ساخت پیش نمونه پروازی آن لغو شد. با این حال، یک گروه کوچک طراح به کار خود ادامه داد تا آنکه در ۱۹۶۳ این طرح مجدداً به‌طور رسمی بازگشایی شد. سرانجام اولین پرواز کیو-۵ در ۱۹۶۵ انجام شد. هر چند در همان سال گواهینامه‌ای به طراحی مقدماتی آن داده شد، اصلاحات ادامه یافت و بعضی از اجزاء سیستم سوخت، تسلیحات، سیستم هیدرولیک و… اجباراً دستخوش تغییر شد. با برگزاری پروازهای آزمایشی مدل بهبود یافته در ۱۹۶۹، تولید کیو-۵ بی درنگ آغاز شد و در سال بعد اولین محصولات خط تولید تحویل داده شدند. در ۱۹۷۰ قابلیت حمل بمب اتمی هم به قابلیتهای کیو-۵ افزوده شد.

## کیو-۵آی
در ۱۹۷۶ مدل اصلاحی کیو-۵ آی مطرح شد. هدف از تدارک این مدل افزایش نسبت بارمزد به برد و افزایش ظرفیت مخازن سوخت درونی بود. تولید کیو-۵ آی در ۱۹۸۰ آغاز شد.

## نگارخانه

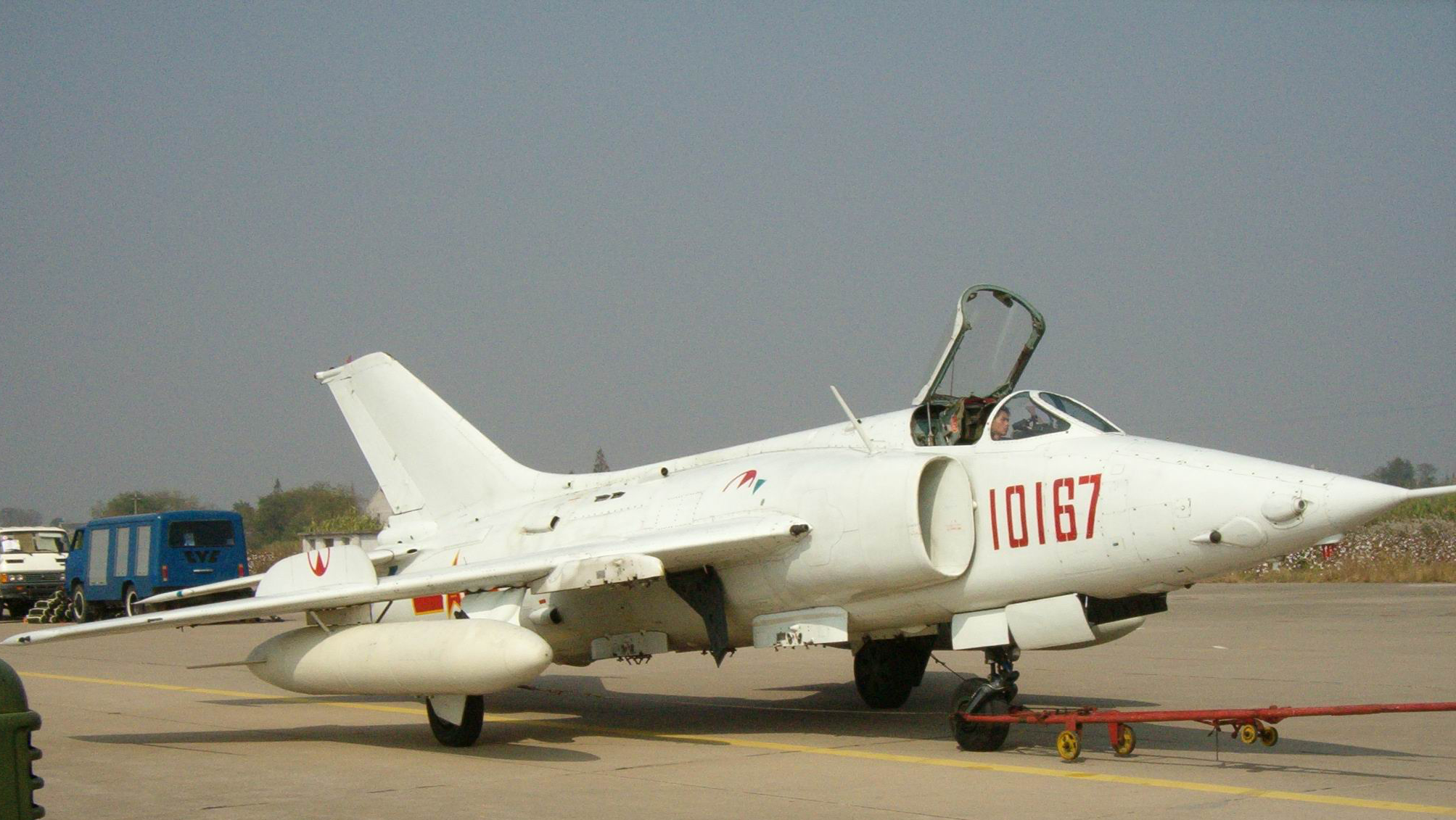
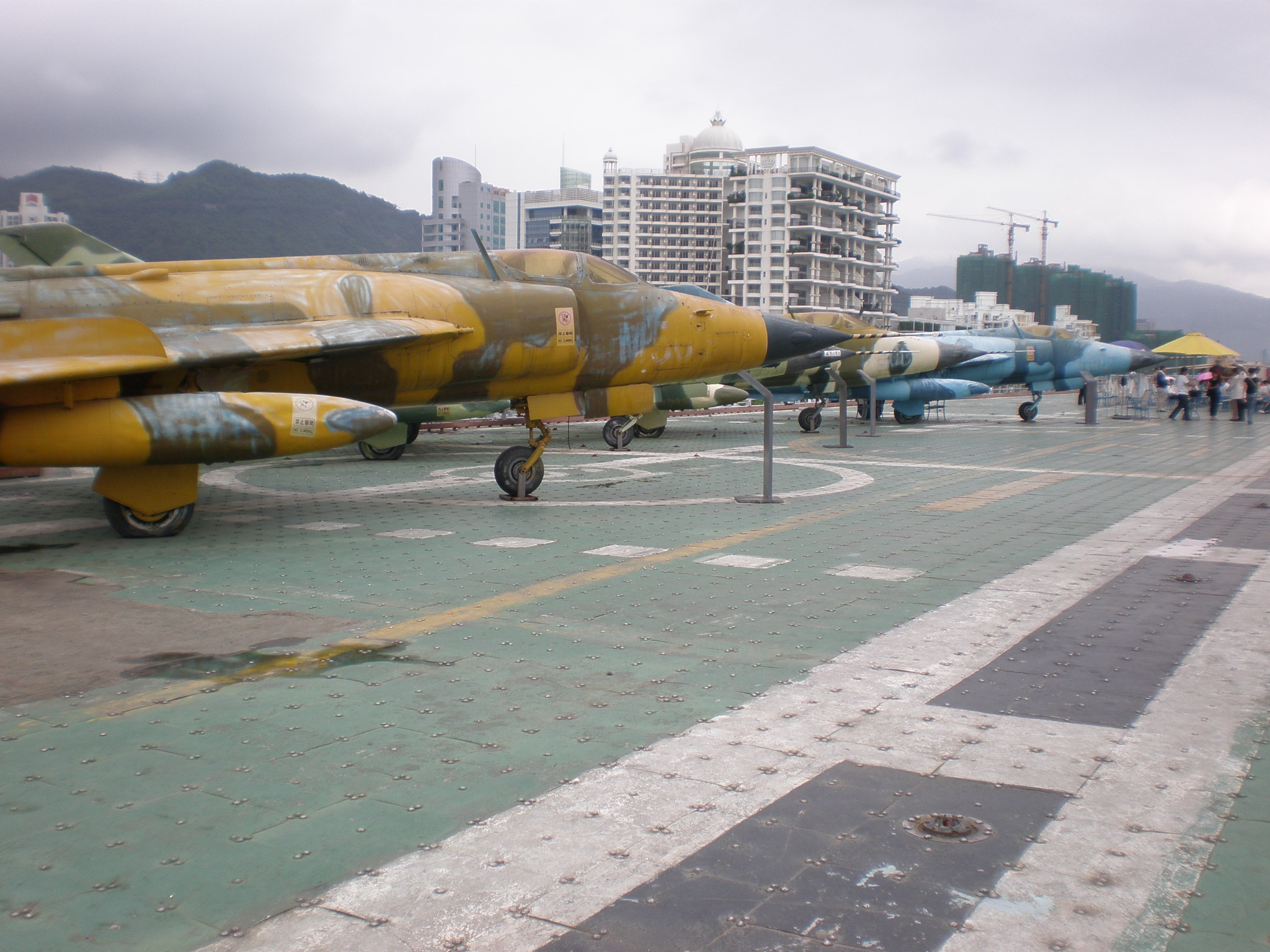
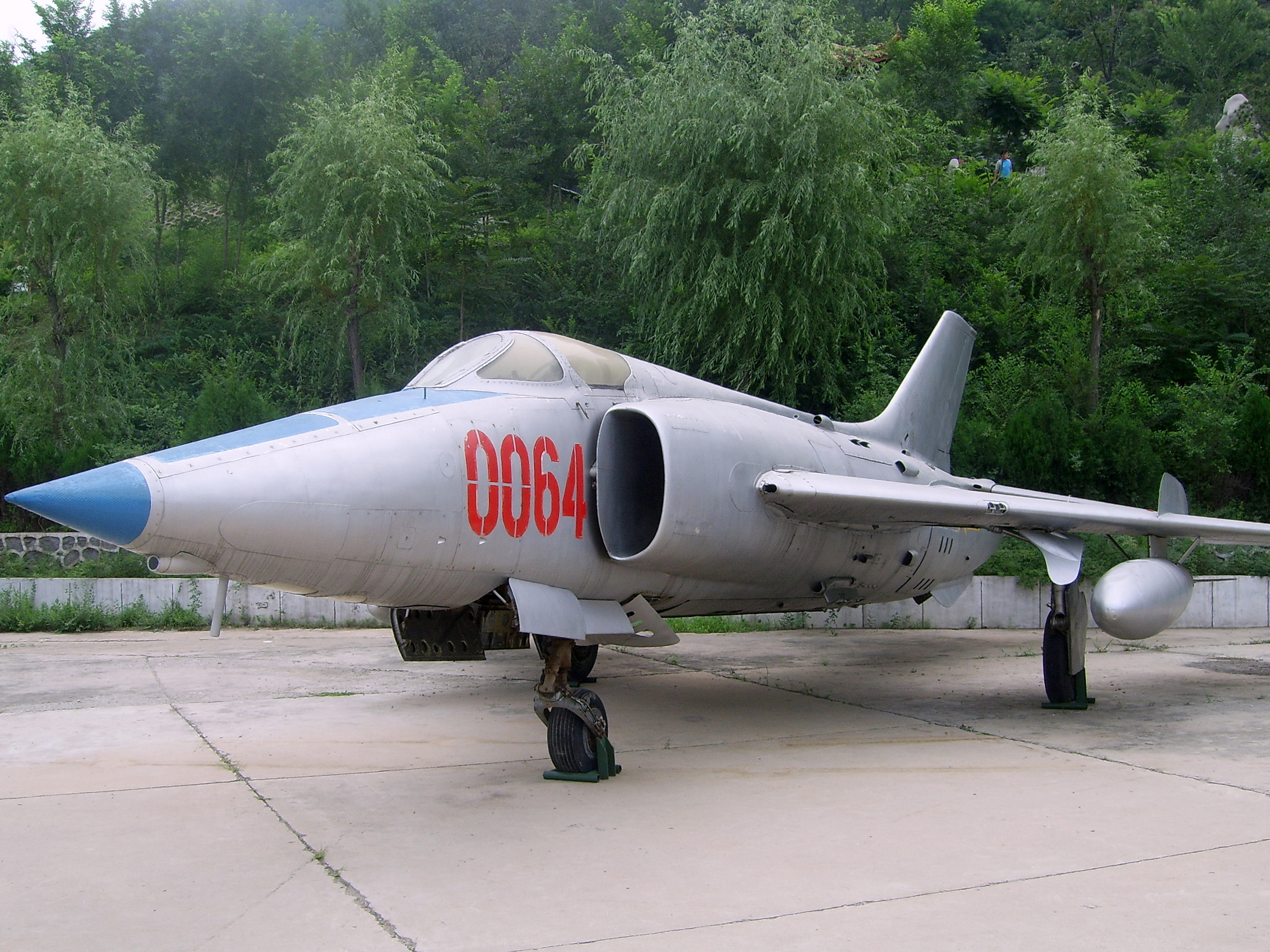

## مشخصات
داده‌ها از Wilson
ویژگی‌های عمومی
- خدمه: ۱
- طول: ۱۵٫۶۵ متر (۵۱ فوت ۴ اینچ)
- پهنای بال: ۹٫۶۸ متر (۳۱ فوت ۹ اینچ)
- ارتفاع: ۴٫۳۳ متر (۱۴ فوت ۲ اینچ)
- مساحت بال‌ها: ۲۷٫۹۵ متر مربع (۳۰۰٫۹ فوت مربع)
- وزن خالی: ۶٬۳۷۵ کیلوگرم (۱۴٬۰۵۴ پوند)
- وزن ناخالص: ۹٬۴۸۶ کیلوگرم (۲۰٬۹۱۳ پوند)
- بیشترین وزن برخاست: ۱۱٬۸۳۰ کیلوگرم (۲۶٬۰۸۱ پوند)
- پیشرانه: ۲ عدد aftertburning turbojet engines Liming Wopen-6A, ۲۹٫۴۲ کیلونیوتن (۶٬۶۱۰ پوند-نیرو) thrust  در هر موتور dry, ۳۶٫۷۸ کیلونیوتن (۸٬۲۷۰ پوند-نیرو) با پس‌سوز

عملکرد
- حداکثر سرعت: ۱٬۲۱۰٫۲۳ کیلومتر بر ساعت (۷۵۲٫۰۰ مایل بر ساعت، ۶۵۳٫۴۷ گره) [۲]
- حداکثر سرعت: ۱٫۱۲ ماخ
- بُرد: ۲٬۰۰۰ کیلومتر (۱٬۲۰۰ مایل، ۱٬۱۰۰ مایل دریایی)
- بُرد رزمی: ۴۰۰ کیلومتر (۲۵۰ مایل، ۲۲۰ مایل دریایی) lo-lo-lo with maximumpayload

۶۰۰ کیلومتر (۳۷۰ مایل؛ ۳۲۰ مایل دریایی) hi-lo-hi
- حداکثر ارتفاع: ۱۶٬۵۰۰ متر (۵۴٬۱۰۰ فوت)
- نرخ صعود: ۱۰۳ متر بر ثانیه (۲۰٬۳۰۰ فوت بر دقیقه)
- بارگیری بال: ۴۲۳٫۳ کیلوگرم بر متر مربع (۸۶٫۷ پوند بر فوت مربع)